# Egerberg

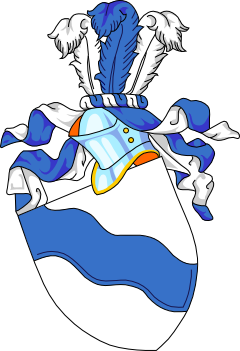
Wappen der Egerberg

Die Herren von Egerberg (tschech. z Egerberka) waren eine mittelalterliche böhmische Adelsfamilie, die vom Geschlecht Hrabischitz abstammen soll.
Das Domizil der Familie war die Burg Egerberg im Duppauer Gebirge. 

## Genealogie
- Odolen von Chiesch (Odolen z Chyše), nachgewiesen 1254 bis 1289
  - Wilhelm von Egerberg (Vilhélm z Egerberka), nachgewiesen von 1317 bis 1327
    - Wilhelm der Ältere von Egerberg (Vilhélm starší z Egerberka), nachgewiesen 1342
    - Wilhelm der Jüngere von Egerberg (Vilhélm mladší z Egerberka), nachgewiesen 1342

  - Friedrich von Egerberg und Petipes (Friedrich z Egerperka a z Pětipes), nachgewiesen 1322 bis 1332
    - Geschlecht Pětipeští z Chyše